# 桂文枝 (5代目)
5代目 桂 文枝（かつら ぶんし、1930年〈昭和5年〉4月12日 - 2005年〈平成17年〉3月12日）は、上方噺家（上方の落語家）。
6代目笑福亭松鶴、3代目桂米朝、3代目桂春団治と並び、昭和の「上方落語の四天王」と言われ、衰退していた上方落語界の復興を支えた。

## 来歴

結三柏は、文枝一門の定紋である。

大阪市北区天神橋筋六丁目に生まれる。父は宮大工だったが、大阪に移住してからは職を転々とし造兵廠勤務の経験もあった。のち一家は大正区三軒家に移る。
1941年4月に、叔父の住む釜山（当時は日本の施政下）に移るも、1943年4月に大阪に戻り、大阪市立天王寺商業学校に入学する。1945年3月には、神奈川県藤沢市の海軍電測学校に入学し、当地で敗戦を迎える。天王寺商業には復学せず、進駐軍の施設などでアルバイト生活を送る。
1947年春、叔父の斡旋で大阪市交通局に就職。当初は大阪市営地下鉄淀屋橋仮工場に勤務。その後大阪市電天王寺車庫の電機工場に配属され、運搬部員だった矢倉悦夫（のちの3代目桂米之助）の口ききで、趣味の踊りを習うため、日本舞踊坂東流の名取でもあった4代目桂文枝に入門する。
その後しばらくは市職員としての籍を置きながら、師匠が出演する寄席に通って弟子修行を積み、2代目桂あやめ（「阿や免」から当代より改称）の高座名をもらう。1947年5月2日、大阪文化会館（のちの大阪市立精華小学校（1995年3月31日廃校）の位置にあった）で初舞台（演目は「小倉船」）。1948年に交通局を退職し、落語家専業となる。同年3月、戎橋松竹に結集していた上方落語家は、5代目笑福亭松鶴と確執を生じた丹波家九里丸が
2代目桂春団治らを誘って浪花新生三友派を旗揚げし、師匠の4代目文枝もこれに同調した。このときあやめは私淑していた松鶴について勉強したいと申し出て文枝と松鶴が相談した結果、あやめは浪花新生三友派には加わらずに戎橋松竹に残ることになった。分裂騒動は、あやめも加わっていた若手落語家グループ「さえずり会」の介入により約1年で収束（関西演芸協会として合同）したが、戎橋松竹の番組編成に復帰した丹波家九里丸は、松鶴の死去（1950年）ののち、自分に同調しなかったあやめを「意趣返し」として戎橋松竹から締め出した。あやめは、歌舞伎の囃子方（鳴物師）への転向を余儀なくされ、
寄席囃子三味線方の滝野光子の紹介で鳴物の梅屋勝之輔に入門。梅屋多三郎を名乗る。だが、1951年に肺結核が発覚し、約2年間の入院生活を送る（ - 1953年2月）。快癒後に落語会に出るに当たり、「桂あやめ」では立場上問題があることから、寄席囃子方となっていた中田つるじが自らが噺家だった時の高座名である笑福亭鶴二を使うように計らい、高座に上った。この名前で「二、三回」落語会に出た後、中田つるじが4代目文枝にあやめの復帰を持ちかけて承諾され、1954年3月に3代目桂小文枝に改名して本格的に復帰した。
1957年の上方落語協会結成時には幹事の一人となる。この頃、小文枝のほか、4代目笑福亭枝鶴（後の6代目笑福亭松鶴）・3代目桂米朝・2代目桂福團治（のちの3代目桂春団治）・3代目林家染丸を加えた5人を「上方落語五人男」と呼ぶようになり、やがて染丸を除いて「上方落語の四天王」という呼び方がなされるようになった。
1961年、この年始まったNHKの「上方落語の会」で『天王寺詣り』『たちきれ線香』など、のちの十八番のネタおろしをおこなう。自著『あんけら荘夜話』ではこの年に千土地興行から吉本興業に移籍したとされる。ただし本人も記憶が薄いようで、同書の表現も「1961～2年頃」と曖昧なものとなっている。4代目桂文紅の『上方落語史』では千日劇場の1963年10月中席に千土地の芸人として出演していたとの記述があり、2代目露の五郎兵衛も自著『上方落語のはなし』の中で1964年に千土地興行に所属していた落語家の一人として小文枝を挙げていた。日沢伸哉は自らのブログ「らくごくら Web編」において吉本興業の資料（非公表の住所録）に同社入社日が「1965年5月1日」と明記されていたと真相を究明した。
1967年4月22日、初の独演会「小文枝がらくた寄席」を肥後橋の大阪YMCAで開催。
1971年3月29日、立川談志との二人会「西の小文枝・東の談志」を東京・虎ノ門の発明会館で開催。在京の小文枝ファンの努力で実現した落語会で、これがきっかけとなって「東京小文枝の会」が誕生する。この会が支援する形で7月27日には東京で初の独演会「夏姿・小文枝一夜」が開催された。3か月後の10月29日には、早くも東京で二度目の独演会を開く。
1984年1月、3代目桂春団治の後を受け、上方落語協会第4代会長に就任。1994年まで務める。就任して最初の仕事が、交通事故で急逝した4代目林家小染の葬儀委員長だった。
1984年10月9日、文楽の吉田簑助、新内の新内枝幸太夫とのジョイント公演を大阪・御堂会館で行う。演目は『天神山』。
1986年、NHK連続テレビ小説『都の風』に出演。
1992年8月3日、5代目桂文枝を襲名。大阪・中之島のロイヤルホテルで披露パーティーを行う。襲名披露公演は8月22日の神戸文化ホールを皮切りに大阪・国立文楽劇場、東京・新宿末広亭など全国で開催。この時より出囃子をそれまでの「軒簾」から「廓丹前」に改める。
1996年 自叙伝『あんけら荘夜話』を刊行する。
2004年4月18日、和歌山県新宮市の新宮地域職業訓練センターで、紀伊山地の霊場と参詣道の世界遺産登録運動と連携した自作の新作落語『熊野詣』をネタ下ろし。同年中に大阪・国立文楽劇場、東京・国立演芸場でも口演する。
2005年3月12日午前11時32分、肺がんのため三重県伊賀市の病院で死去。74歳没。法名「多宝院光徳文枝居士」。墓所は印山寺。死去2ヶ月前の同年1月10日の大阪・高津宮での『高津の富』が最後の口演となった。

## 没後

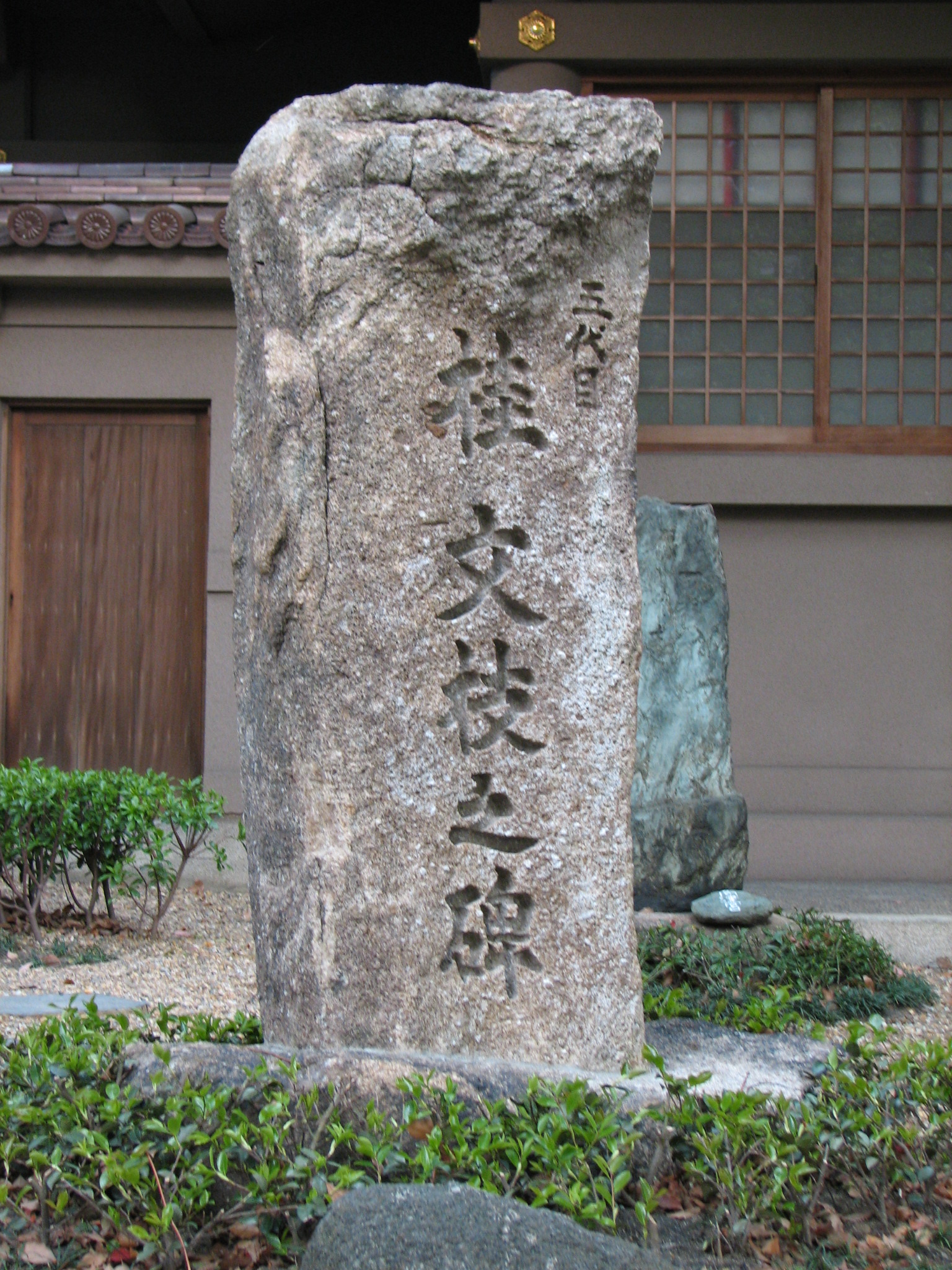
五代目桂文枝之碑

2006年3月26日、高津宮に3代目桂春団治が揮毫した5代目桂文枝の記念碑が完成する。
2008年10月29日、朝日放送他在阪民放所蔵の音源・映像ソースから33席を厳選した『五代目　桂文枝』が発売された。
2012年3月、『師匠、五代目文枝へ』およびTBS所蔵の『TBS落語研究会』映像ソースから11席を厳選した『落語研究会 五代目 桂文枝 名演集』がリリースされる。
子息は落語家にはならなかったが、孫（三男の実子）が落語家を志望して、2015年に桂きん枝門下に入門、同年6月13日、大阪市城東区で行われた落語会で桂小きんの名で「煮売屋」で初高座を踏んだ。
2025年4月17日に君枝夫人が96歳で死去。6代目文枝がブログで明らかにした。

## 日本国外での公演歴
1980年代以降、何度か日本国外で公演をおこなった。
- 1982年12月、アメリカ・ロサンゼルスのリトルトーキョーで落語会（その後もう1回開催）。
- 1989年11月 韓国・ソウルの日本大使館文化院ホールで落語会（演目は『天神山』『蛸芝居』）
- 1994年10月15日 アメリカ・シアトルのオペラハウスにて落語会。演目は「天神山」。前座は3代目桂あやめと桂文福。

## 受賞歴
- 1967年 - 「大阪文化祭賞」
- 1971年 - 「芸術祭」優秀賞（東京公演における「軽業講釈」）
- 1973年 - 「上方お笑い大賞」大賞
- 1978年 - 「大阪府民劇場賞」
- 1982年 - 「大阪市民賞」
- 1990年 - 「文化庁芸術祭賞」（「大丸屋騒動」）
- 1992年 - 「大阪芸術賞」、「上方お笑い大賞」審査員特別賞
- 1997年 - 「紫綬褒章」
- 2003年 - 「旭日小綬章」

## 芸風・人物

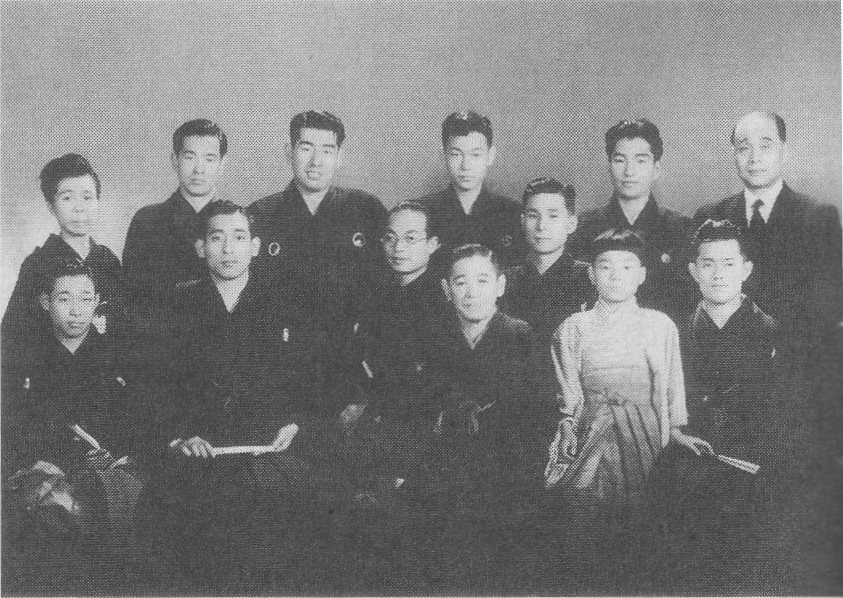
1955年正月、「宝塚若手落語会」
後列左から2人目が文枝

落語に「はめもの」と呼ばれる上方落語特有のお囃子による音曲を取り入れた演目や、女性を主人公とした演目を得意とし、華やかで陽気な語り口が多い。
出囃子は「廓丹前」。小文枝時代は「軒簾」を用いていた（後に桂三枝が継承し、6代文枝襲名まで使用）。
生前は吉本興業に所属。毎日放送の専属となり、テレビ・ラジオ番組にも出演した。吉本では漫才中心のプログラムの中にありどちらかといえば冷遇されていたが、有望な弟子を育てて吉本の看板に育てた。吉本の幹部である富井義則は「文枝さんにはお世話になりました。三枝、きん枝、文珍、小枝とお弟子さんになんぼ稼がしてもらったわかりません。いや大恩人ですよ。」と評価している。
穏やかで優しかった反面、芸に対しては厳しく、弟子に対しても鉄拳をふるうこともあった（4代桂小文枝は「俺ほど師匠に殴られた弟子はいない」と回想しているが、文枝は「全部の弟子をどついてるわけやない。きん枝が言うことを聞かんさかいに一番どついてる」と語っている）。稽古に関しては、例えば上方落語の間と和歌山弁独特のイントネーションとの間で苦しんでいた桂文福や、男性社会の中で構築された古典落語の壁にぶつかっていた女流の3代目桂あやめに新作落語を勧めるなど、弟子の特徴を活かした指導を行っていた。
名跡の差配に関して、弟子に桂派の名跡の襲名・改名はあまり好んでいなかった。過去に大きな名跡を継いで苦労している落語家を見てきたため弟子たちには薦めなかった。一門で襲名・改名を行ったのは直弟子では「枝光」「あやめ」「文昇」「枝曾丸」この4人のみで「枝雀」「ざこば」「南光」といった桂派に縁のある名前も一門の違う米朝一門が襲名している。「藤兵衛」「圓枝」に関しても東京の落語家が襲名した。弟子が直々襲名したいと名乗り出ても却下している。例えばきん枝の「文吾」や文福の「文左衛門」等。
大相撲力士の長谷川勝敏（佐渡ヶ嶽部屋、11代目秀ノ山親方）とは同じ苗字ということで親交があり、3月の大阪場所の際には長谷川は必ず文枝宅を訪れちゃんこを振舞っていた。

## 主な演目
※演題の二重カギ括弧は省略。

### 古典
下記のうち、『刻うどん』については、演者が絶えていた噺を、元落語家（三遊亭遊三郎）の漫才師・二葉家吉雄から文枝が伝えられて復興したという。
- 立ち切れ線香
- 悋気の独楽
- 船弁慶
- 三枚起請
- 堀川
- 百年目
- 莨の火
- 後家馬子
- 口入屋
- 喧嘩長屋
- うどん屋
- 孝行糖
- 盗人の仲裁
- 大丸屋騒動
- 天王寺詣り
- 植木屋娘
- 鍬潟
- 相撲の穴（相撲場風景）
- 祝のし
- 東の旅
- 天神山
- 三十石
- 紙屑屋
- 胴乱の幸助
- 稽古屋
- 軽業講釈
- 宿屋仇
- 嬶違い
- 下口
- 京の茶漬
- くっしゃみ講釈
- こぶ弁慶
- はてなの茶碗
- 地獄八景亡者戯
- 景清
- 菊江の仏壇
- 崇徳院
- 宿替え
- 米揚げ笊
- 十徳
- 平林
- 高尾
- 親子茶屋
- 猿後家
- 野崎詣り
- 四人癖
- 次の御用日
- 寿限無
- 牛ほめ
- 七度狐
- 小倉船
- 鹿政談
- 軒付け
- ろくろっ首
- 花色木綿
- 質屋芝居
- 足上がり
- 刻うどん
- 猫の忠信
- 辻占茶屋

### 新作
- 代書
- 善哉公社
- 真田の抜け穴
- 煙管供養
- とげぬき地蔵
- 熊野詣

## 過去に出演したテレビ・ラジオ番組・映画
- 素人名人会 （審査員、毎日放送）
- モーレツ!!しごき教室 （講師、毎日放送）
- 平成紅梅亭（よみうりテレビ）
- 上方落語大全集（サンテレビ）
- 桂三枝のひょうご寄席（サンテレビ）
- 枝雀寄席（朝日放送）
- ABCホリデーワイド（朝日放送）
- 〜土曜おはようワイド〜文珍のおもしろラジオ（朝日放送）[1]
- 23時ショー（毎日放送）
- スターメロディー（MBSラジオ）[1]
- 平成狸合戦ぽんぽこ（太三朗禿狸役）
- NHK連続テレビ小説「都の風」
- 新・なにわの源蔵事件帳（NHK）
- 夢見通りの人々（映画、1989年、松竹）

## CD・DVD
- 「五代目　桂文枝」：DVD+CDボックス。発売元はYOSHIMOTO WORKS。朝日放送主催の「上方落語をきく会」などの音源からCD23席、「お笑いネットワーク」（よみうりテレビ）「花王名人劇場」（関西テレビ）などの録画からDVD10席を収録。文枝未亡人が監修、プロデュースは日沢伸哉が担当。「熊野詣」は唯一の収録となる。

| タイトル | 演目       | 収録年月日     | 収録会場                   | 備考                         |
| CD 1     | 後家馬子   | 1962年2月13日  | 中之島ABCホール            | 第21回上方落語をきく会       |
| CD 1     | 口入屋     | 1966年10月14日 | 大淀ABCホール              | 第32回上方落語をきく会       |
| CD 1     | 三枚起請   | 1968年11月29日 | うめだ花月                 | うめだ花月落語会             |
| CD 2     | 盗人の仲裁 | 1963年2月6日   | 中之島ABCホール            | 第24回上方落語をきく会       |
| CD 2     | 嬶違い     | 1968年7月21日  | 大淀ABCホール              | 第34回上方落語をきく会       |
| CD 2     | 植木屋娘   | 1969年12月17日 | 大淀ABCホール              | 第38回上方落語をきく会       |
| CD 3     | 祝のし     | 1971年1月31日  | 大淀ABCホール              | 第42回上方落語をきく会       |
| CD 3     | 高津の富   | 1975年9月24日  | 難波高島屋ホール           | 第57回上方落語をきく会       |
| CD 3     | 莨の火     | 1978年6月29日  | 難波高島屋ホール           | 第62回上方落語をきく会       |
| CD 4     | 喧嘩長屋   | 1971年10月30日 | 難波高島屋ホール           | 第44回上方落語をきく会       |
| CD 4     | ろくろ首   | 1972年6月6日   | 難波高島屋ホール           | 第46回上方落語をきく会       |
| CD 4     | 花色木綿   | 1973年12月26日 | 難波高島屋ホール           | 第52回上方落語をきく会       |
| CD 4     | 瘤弁慶     | 1974年12月27日 | 難波高島屋ホール           | 第55回上方落語をきく会       |
| CD 5     | 宿屋仇     | 1982年12月26日 | 大淀ホテルプラザ           | 第17回日曜名人会             |
| CD 5     | 鹿政談     | 1985年11月24日 | 大淀ABCホール              | 第77回上方落語をきく会       |
| CD 5     | 軒付け     | 1988年2月21日  | 大淀ホテルプラザ           | 第79回土曜名人会             |
| CD 6     | 稽古屋     | 1987年1月11日  | 難波高島屋ホール           | 第79回上方落語をきく会       |
| CD 6     | 堀川       | 1989年11月11日 | 大淀ホテルプラザ           | 第99回土曜名人会             |
| CD 6     | 大丸屋騒動 | 1990年10月6日  | 大淀ホテルプラザ           | 第110回土曜名人会            |
| CD 7     | 菊江仏壇   | 1990年7月7日   | 大淀ホテルプラザ           | 第107回土曜名人会            |
| CD 7     | 船弁慶     | 1998年7月10日  | 千日前ワッハ上方演芸ホール | 第6回日曜落語～なみはや亭～  |
| CD 8     | 百年目     | 1999年3月29日  | 千日前ワッハ上方演芸ホール | 第11回日曜落語～なみはや亭～ |
| CD 8     | 景清       | 2003年2月25日  | 千日前ワッハ上方演芸ホール | 第103回上方落語をきく会      |
| DVD 9    | 足上がり   | 1973年8月22日  | 讀賣テレビ放送             | お笑いネットワーク           |
| DVD 9    | 天神山     | 1979年6月9日   | 讀賣テレビ放送             | お笑いネットワーク           |
| DVD 9    | 船弁慶     | 1980年8月31日  | 関西テレビ                 | 花王名人劇場                 |
| DVD 9    | 質屋芝居   | 1988年12月31日 | 関西テレビ                 | ザ・忠臣蔵 落語会            |
| DVD 9    | 三十石     | 1992年9月26日  | 朝日放送                   |                              |
| DVD 9    | 天王寺詣り | 1997年6月26日  | 毎日放送                   | 特選!落語全集                |
| DVD 10   | 悋気の独楽 | 1995年6月25日  | 毎日放送                   | 特選!落語全集                |
| DVD 10   | 猿後家     | 1997年10月26日 | 毎日放送                   | 特選!落語全集                |
| DVD 10   | 軽業講釈   | 1980年8月31日  | 毎日放送                   | 特選!落語全集                |
| DVD 10   | 熊野詣     | 2004年6月5日   |                            | 国立演芸場                   |

- 「桂文枝」：全8集、発売元はソニー・ミュージックエンタテインメント。解説は小佐田定雄。

| タイトル | 演目                     | 収録年月日    | 収録会場         | 発売日         | 備考                   |
| 桂文枝 1 | 軽業講釈                 | 1980年3月17日 | 三百人劇場       | 2005年8月24日  | 独演会での収録         |
| 桂文枝 1 | 浮かれの屑より           | 1980年3月17日 | 三百人劇場       | 2005年8月24日  | 独演会での収録         |
| 桂文枝 2 | 辻占茶屋                 | 1980年4月25日 | 京都文化芸術会館 | 2005年8月24日  | 独演会での収録         |
| 桂文枝 2 | 舟弁慶                   | 1980年4月25日 | 京都文化芸術会館 | 2005年8月24日  | 独演会での収録         |
| 桂文枝 3 | 天神山                   | 1980年7月24日 | 東京三百人劇場   | 2005年8月24日  | 独演会での収録         |
| 桂文枝 3 | 愛宕山                   | 1980年7月24日 | 東京三百人劇場   | 2005年8月24日  | 独演会での収録         |
| 桂文枝 4 | 三枚起請                 | 1981年7月28日 | 東京三百人劇場   | 2005年9月21日  | 独演会での収録         |
| 桂文枝 4 | 小倉舟                   | 1981年7月28日 | 東京三百人劇場   | 2005年9月21日  | 独演会での収録         |
| 桂文枝 5 | 鍬潟                     | 1981年7月28日 | 東京三百人劇場   | 2005年9月21日  | 独演会での収録         |
| 桂文枝 5 | 高津の富                 | 1982年7月29日 | 東京三百人劇場   | 2005年9月21日  | 独演会での収録         |
| 桂文枝 6 | 稽古屋                   | 1980年4月25日 | 京都芸術文化会館 | 2005年9月21日  | 独演会での収録         |
| 桂文枝 6 | 蛸芝居                   | 1980年5月13日 |                  | 2005年9月21日  | 大阪のスタジオでの録音 |
| 桂文枝 7 | 大丸屋騒動               | 1980年7月31日 |                  | 2005年10月19日 | 大阪のスタジオでの録音 |
| 桂文枝 7 | 堀川                     | 1980年7月31日 |                  | 2005年10月19日 | 大阪のスタジオでの録音 |
| 桂文枝 8 | 莨の火（煙草の火）       | 1980年5月13日 |                  | 2005年10月19日 | 大阪のスタジオでの録音 |
| 桂文枝 8 | たちきれ（立ち切れ線香） | 1980年5月13日 |                  | 2005年10月19日 | 大阪のスタジオでの録音 |

- 「ビクター落語 上方篇 五代目桂文枝」：全13集。発売元は日本伝統芸能文化財団（旧ビクター伝統芸能文化財団）。1961年より開催されている「NHK上方落語の会」などの録音をもとに収録したもの。解説は前田憲司。第6巻収録の「百年目」は文枝襲名後の口演では初のCD化。同巻では「廓丹前」「軒簾」、小文枝時代初期に使用していた「助六（五郎）」の三種類の出囃子を聴くことが出来る。

| タイトル        | 演目                         | 収録年月日     | 収録会場                     | 備考                            |
| 桂文枝 （一）   | 天神山                       | 1991年1月30日  | 大阪厚生年金会館中ホール     | 「158回NHK上方落語の会第」      |
| 桂文枝 （一）   | 悋気の独楽                   | 1980年1月24日  | 大阪厚生年金会館中ホール     | 「第107回NHK上方落語の会」      |
| 桂文枝 （一）   | 牛ほめ                       | 1988年5月29日  | 宮崎県日南市文化センター     | 1988年7月16日放送「上方演芸会」 |
| 桂文枝 （二）   | 紙屑屋                       | 1974年4月18日  | 大阪厚生年金会館中ホール     | 「第78回上方落語の会」          |
| 桂文枝 （二）   | 崇徳院                       | 1968年12月21日 | 日立ホール                   | 「第54回NHK上方落語の会」       |
| 桂文枝 （二）   | 動物園                       | 1969年11月22日 | 日立ホール                   | 「第57回NHK上方落語の会」       |
| 桂文枝 （三）   | 三枚起請                     | 1981年5月28日  | 大阪厚生年金会館中ホール     | 「第113回NHK上方落語の会」      |
| 桂文枝 （三）   | 植木屋娘                     | 1964年3月23日  | 日立サルーン                 | 「第35回NHK上方落語の会」       |
| 桂文枝 （三）   | 米揚げ笊                     | 1987年5月6日   | 大阪厚生年金会館中ホール     | 「第140回NHK上方落語の会        |
| 桂文枝 （四）   | 菊枝の仏壇                   | 1977年7月22日  | 大阪厚生年金会館中ホール     | 「第94回NHK上方落語の会」       |
| 桂文枝 （四）   | 鍬潟                         | 1981年1月22日  | 大阪厚生年金会館中ホール     | 「第112回NHK上方落語の会」      |
| 桂文枝 （四）   | 煮売屋                       | 1990年7月25日  | 山口県小野田市小野田市民会館 | 1990年9月30日放送「上方演芸会」 |
| 桂文枝 （五）   | 莨の火                       | 1978年7月20日  | 大阪厚生年金会館中ホール     | 「第99回NHK上方落語の会」       |
| 桂文枝 （五）   | 胴乱の幸助（どうらんの幸助） | 1988年3月2日   | 大阪厚生年金会館中ホール     | 「第144回NHK上方落語の会」      |
| 桂文枝 （五）   | 軽業講釈                     | 1963年4月22日  | 日立サルーン                 | 「第24回NHK上方落語の会」       |
| 桂文枝 （六）   | 高津の富                     | 1982年11月25日 | 大阪厚生年金会館中ホール     | 「第121回NHK上方落語の会」      |
| 桂文枝 （六）   | 百年目                       | 1993年1月12日  | 大阪厚生年金会館中ホール     | 「第177回NHK上方落語の会」      |
| 桂文枝 （六）   | 親子酒                       | 1966年10月15日 | 日立ホール                   | 「第48回NHK上方落語の会」       |
| 桂文枝 （七）   | 立ち切れ線香                 | 1975年6月19日  | 大阪厚生年金会館中ホール     | 「第84回NHK上方落語の会」       |
| 桂文枝 （七）   | 三十石                       | 1977年3月12日  | 大阪厚生年金会館中ホール     | 「東西落語の会」                |
| 桂文枝 （七）   | 喧嘩長屋                     | 1979年9月20日  | 大阪厚生年金会館中ホール     | 「第105回NHK上方落語の会」      |
| 桂文枝 （八）   | 稽古屋                       | 1982年1月30日  | 大阪厚生年金会館中ホール     | 「第117回NHK上方落語の会」      |
| 桂文枝 （八）   | 次の御用日                   | 1975年5月13日  | 御堂会館                     | 「第83回NHK上方落語の会」       |
| 桂文枝 （八）   | お文さん                     | 1977年1月20日  | 大阪厚生年金会館中ホール     | 「第92回NHK上方落語の会」       |
| 桂文枝 （九）   | 猿後家                       | 1972年11月11日 | 大阪厚生年金会館中ホール     | 「第71回NHK上方落語の会」       |
| 桂文枝 （九）   | 愛宕山                       | 1980年3月15日  | 大阪厚生年金会館中ホール     | 「東西落語特選」                |
| 桂文枝 （九）   | ろくろ首                     | 1977年7月3日   |                              | 「上方怪談話」                  |
| 桂文枝 （十）   | 船弁慶                       | 1991年7月10日  | 大阪厚生年金会館中ホール     | 「第161回NHK上方落語の会」      |
| 桂文枝 （十）   | 宿屋仇                       | 1983年5月12日  | 大阪厚生年金会館中ホール     | 「第123回NHK上方落語の会」      |
| 桂文枝 （十）   | 宿替え                       | 1968年5月18日  | 日立ホール                   | 「第52回NHK上方落語の会」       |
| 桂文枝 （十一） | 口入屋                       | 1985年1月31日  | 大阪厚生年金会館中ホール     | 「第131回NHK上方落語の会」      |
| 桂文枝 （十一） | 景清                         | 1986年1月29日  | 大阪厚生年金会館中ホール     | 「第137回NHK上方落語の会」      |
| 桂文枝 （十一） | 盗人の仲裁                   | 1964年12月28日 | 日立サルーン                 | 「第40回NHK上方落語の会」       |
| 桂文枝 （十二） | 辻占茶屋                     | 1973年4月26日  | 大阪厚生年金会館中ホール     | 「第73回NHK上方落語の会」       |
| 桂文枝 （十二） | 瘤弁慶                       | 1975年1月16日  | 大阪厚生年金会館中ホール     | 「第82回NHK上方落語の会」       |
| 桂文枝 （十二） | 孝行糖                       | 1966年2月28日  | 日立サルーン                 | 「第46回NHK上方落語の会」       |
| 桂文枝 （十三） | 親子茶屋                     | 1987年11月30日 | 大阪厚生年金会館中ホール     | 「上方落語名人会」              |
| 桂文枝 （十三） | くっしゃみ講釈               | 1977年11月25日 | 大阪厚生年金会館中ホール     | 「第96回NHK上方落語の会」       |
| 桂文枝 （十三） | はてなの茶碗                 | 1985年9月19日  | 大阪厚生年金会館中ホール     | 「第135回NHK上方落語の会」      |

- 「落語研究会 五代目桂文枝 名演集」

TBSの落語研究会の映像をDVD化。販売元はよしもとアール・アンド・シー、監修は前田憲司、解説は前田憲司、京須偕充、北村薫、上野顯（熊野速玉大社宮司）、橘左近、桂三枝。
| 演目         | 収録年月日 | 収録会場 | 備考 |
| 天神山       | 1971年     |          |      |
| 立ち切れ線香 | 1971年     |          |      |
| 菊枝仏壇     | 1972年     |          |      |
| 親子茶屋     | 1972年     |          |      |
| はてなの茶碗 | 1983年     |          |      |
| 猫の忠信     | 1984年     |          |      |
| 蛸芝居       | 1984年     |          |      |
| 猿後家       | 1972年     |          |      |
| 景清         | 1986年     |          |      |
| 口入屋       | 1991年     |          |      |
| 百年目       | 1993年     |          |      |

## 著書
- 『あんけら荘夜話』青蛙房、小佐田定雄編、1996年6月25日、ISBN 4790502856
  - 2011年に新装版が刊行されている。

## 弟子
多数の弟子を育て、その多くが落語家だけでなく、テレビタレントとしても活躍している。（入門順）
- 6代目桂文枝
- 4代目桂小文枝
- 桂文珍
- 桂文太
- 桂小軽
- 桂文福
- 桂文喬
- 桂文也
- 桂小枝
- 桂枝女太
- 4代目桂梅枝
- 3代目桂あやめ
- 桂坊枝
- 4代目桂文昇
- 2代目桂枝曾丸
- 桂文華
- 桂こけ枝
- 5代目桂文三
- 桂かい枝
- 桂阿か枝

※孫弟子などの詳細は文枝一門を参照。